# Pendleton (Missouri)
Pendleton – wieś w Stanach Zjednoczonych, w stanie Missouri, w hrabstwie Warren.